# Corydalis simplex
Corydalis simplex är en vallmoväxtart som beskrevs av M. Lidén. Corydalis simplex ingår i släktet nunneörter, och familjen vallmoväxter. Inga underarter finns listade i Catalogue of Life.